# Alette (architecture)
Pour la commune française, voir Alette.
L'alette est la partie d'une ouverture qui est murée pour en réduire la surface. C'est aussi le côté d'un trumeau qui est entre deux arcades.
L'alette peut également être nommée piédroit ou jambage.